# Aristobule le Mineur
Pour les articles homonymes, voir Aristobule.
Aristobule le mineur ou le Jeune est un prince de la dynastie hérodienne, frère des rois Agrippa Ier et Hérode de Chalcis et mort à une date inconnue située après la mort d'Agrippa en 44. Des éléments de sa vie ne sont connus que lorsqu'il interagit avec son frère Agrippa. Tout comme ses frères et sœurs, il est élevé à Rome avec les enfants de la famille impériale dont Drusus, le jeune fils de Tibère ainsi que le futur empereur Claude dont il deviendra l'ami. Il entretiendra d'ailleurs avec lui une correspondance régulière. À une date inconnue, Aristobule s'est marié avec Iotapa IV (en), une princesse syrienne de la famille royale d'Émèse et sœur du roi Sampsiceramus II. Vers 35, il est un auxiliaire de Lucius Pomponius Flaccus, le légat de la province romaine de Syrie, lorsque son frère Agrippa profite de son amitié avec Flaccus qu'il a connu à Rome, pour se mettre lui-aussi au service du gouverneur. La rivalité avec son frère — peut-être pour se faire nommer à la tête de la tétrarchie de Philippe qui vient de mourir en 33-34 — le conduit à le dénoncer auprès de Flaccus dès qu'il apprend qu'il a touché un gros pot-de-vin de la part des habitants de Damas. Agrippa est alors immédiatement disgracié et part tenter sa chance à Rome dont il ne reviendra qu'en été 38 avec le titre de roi de Batanée pour asseoir son pouvoir sur ce territoire.
Aristobule s'est opposé à la décision de l'empereur Caligula lorsque celui-ci a voulu installer des statues de lui-même dans les lieux de culte juifs et notamment dans le Temple de Jérusalem. Vers la fin de l'année 40, face aux troubles et à la mobilisation de la population pour s'opposer à cette décision le proconsul de Syrie, Publius Petronius se rend à Tibériade et y rencontre les notables et notamment Aristobule dans une situation extrêmement tendue. Aristobule fait un plaidoyer éloquent devant le légat de Syrie contre l'érection de cette statue. Curieusement après ces discours des notables, Petronius, au risque de sa vie n'exécute pas les ordres de Caligula. Son assassinat sauve le légat de la mort et met fin au projet de statue.
Après ces événements, Aristobule disparaît de l'histoire.

## Éléments biographiques
Il n'est pas possible d'écrire une biographie complète d'Aristobule, quelques éléments de sa vie étant seulement relatés par Flavius Josèphe lorsqu'il interagit avec son frère Agrippa Ier, roi de Batanée à partir du printemps 37, puis d'un royaume de Judée équivalent à celui d'Hérode le Grand que lui attribue l'empereur Claude pour le récompenser de son action pour le faire monter sur le trône dans les heures qui ont suivi le meurtre de Caligula, le 24 janvier 41. De plus, avant même la mort subite d'Agrippa en 44, Aristobule disparaît de l'histoire.

### Famille
Petit-fils d'Hérode le Grand, il est d’ascendance juive, nabatéenne et édomite. Tout comme ses frères, Aristobule est le fils d'Aristobule IV, l'un des enfants d'Hérode Ier le Grand, roi de Judée, et de Mariamne l'Hasmonéenne. Sa mère est Bérénice, fille de Salomé, fille d'Antipater et sœur d'Hérode le Grand, qui est une proche d'Antonia Minor, fille de Marc-Antoine et d'Octavia, sœur d'Auguste. Hérode le Grand est donc à la fois le grand-père paternel et le grand-oncle maternel d'Aristobule. Son père et sa mère sont cousins germains.
Hérode le Grand est un souverain considéré comme un usurpateur cruel par ses sujets mais dévoué à la cause impériale romaine qu'il favorise grandement dans son royaume. Son règne est marqué par les intrigues familiales nombreuses — il a eu dix épouses — et sanglantes. Ainsi, en 29 av. J.-C., le roi exécute son épouse Mariamne par jalousie, grand-mère d'Agrippa et d'Aristobule, l'année suivante, la mère de celle-ci. En 7 av. J.-C., alors qu'Aristobule n'est qu'un enfant, Hérode fait exécuter son père et son oncle Alexandre à la suite d'intrigues de palais qui aboutissent également à l'exécution, trois ans plus tard, d'Antipater — un fils qu'il a eu avec Doris — ainsi qu'à celle de Costobar, grand-père maternel d'Aristobule. Hérode fait en outre disparaître un grand nombre de membres de la dynastie hasmonéenne et de ses partisans, qui s'en trouve presque anéantie. Le roi épargne cependant les enfants d'Aristobule, les garçons Agrippa, Hérode et Aristobule ainsi que les filles Hérodiade et Mariamne.
Aristobule descend ainsi à la fois des dynasties hasmonéenne et hérodienne mais la condamnation à mort de son père pour trahison semble l'écarter d'une logique de succession. À une date inconnue, Aristobule s'est marié avec Iotapa IV (en), une princesse syrienne de la famille royale d'Émèse et sœur du roi Sampsiceramus II et de la reine Iotapa qui régnèrent sur Émèse de 11 av. J.-C. jusqu'à 42 ap J.-C. Ce mariage d'Aristobule était un mariage prometteur en termes dynastique. Iotapa et Aristobule ont choisi de vivre comme des citoyens privés. Iotapa et Aristobule ont eu une fille nommée Iotapa, qui était sourde et muette. En dehors de leur fille, ils ne semblent pas avoir eu d'autre descendant.

### Cour impériale
En 5 av. J.-C., deux ans après la condamnation de son père, le jeune Aristobule est envoyé par Hérode le Grand à la cour impériale de Rome en compagnie de sa mère Bérénice ainsi que de ses sœurs et ses frères, Hérode de Chalcis et Agrippa Ier. Lui et ses frères y sont soutenus par l'amie de sa mère, Antonia Minor, belle-sœur de Tibère — devenu empereur en 14 — et mère du futur empereur Claude ainsi que par l'impératrice Livie, qui était l'amie de sa grand-mère. Il y sont élevés avec les enfants de la famille impériale dont Claude, ainsi que Drusus, le jeune fils de Tibère, auquel Agrippa s'attache particulièrement. Claude et Aristobule devinrent amis et il est en grande faveur auprès du futur empereur. Claude et Aristobule ont d'ailleurs entretenu une correspondance régulière.
On ignore qu'elle est son attitude pendant que son frère Agrippa, mène grand train à l'instar de son ami Drusus, le jeune fils de Tibère qui a une fâcheuse réputation de prodigalité, d'immoralité et d'excès et auquel Agrippa s'attache particulièrement. En 23 Drusus meurt, isolant son frère et le laissant démuni face à ses créanciers d'autant que leur mère Bérénice meurt vraisemblablement à la même époque. Après la mort de son fils, Tibère bouleversé, réagit en écartant les amis de celui-ci de sa cour.
Agrippa dilapide le reste de sa fortune en essayant de gagner les faveurs des affranchis de Tibère puis il quitte précipitamment Rome pour la Judée. La période suivante le voit vivre différentes péripéties et scandales liés au besoin d'assurer son train de vie sans jouir des revenus en conséquence. Vers 35, on les retrouve tous deux dans la région de Syrie-Palestine.

### En Syrie
Aristobule a vécu en inimitié avec son frère et rival Agrippa Ier. Ce dernier est rentré en Idumée, en compagnie de son épouse Cypros, alors qu'il est ruiné et perclus de dettes à un point tel qu'il pense un temps à se suicider. Toutefois Cypros s'entend avec Hérodiade, désormais la femme d'Hérode Antipas,. Hérodiade amène Antipas à aider Agrippa : il lui procure de l'argent, lui offre de s'installer à Tibériade et lui confie la magistrature civique d'agoranome de la ville — organisateur des marchés de l'agora — qui lui fournit un revenu régulier. Toutefois cette situation est de courte durée. Il trouve rapidement cette charge ennuyeuse dans une petite ville de province dépourvue des équipements de la civilisation romaine qui l'a vu grandir. Il se brouille avec son oncle Antipas au cours d'un banquet à Tyr et se rend en Syrie romaine dont son ami Lucius Pomponius Flaccus, est le légat (de 33 à 35).
Toutefois Aristobule est lui-même un auxiliaire du légat de Syrie, alors que la tétrarchie de Philippe qui vient de mourir en 33-34, excite toutes les convoitises, en particulier celles d'Antipas et d'Agrippa, mais probablement aussi celle d'Aristobule, tout aussi légitime que son frère à prétendre la diriger. Dès qu'Aristobule a appris que son frère avait touché un gros pot-de-vin des habitants de Damas pour que celui-ci donne des conseils à Pomponius Flaccus qui leur soient favorables dans un différend frontalier qu'ils avaient avec Sidon, il l'a dénoncé auprès du proconsul,. Agrippa a alors été disgracié, contraint de quitter la cour du gouverneur romain et privé de la protection et de l'emploi qu'il lui fournissait (Ant. jud. XVIII, 6, § 3). Agrippa se décide alors à tenter un retour à Rome où Tibère, qui devait avoir fait son deuil de la mort de Drusus et accepterait peut-être de recevoir à nouveau les anciens amis de son fils. Dans le livre II de la Guerre des Juifs, son premier récit, édité entre 75-79, Josèphe indique que c'est « pour accuser le tétrarque » Hérode Antipas, qu'Agrippa a décidé de se rendre « auprès de Tibère », afin d'essayer de prendre son domaine. Toutefois, après être parti à Rome, puis avoir été jeté en prison par Tibère, Agrippa sera nommé roi de Batanée lorsque Caïus Caligula parvint au pouvoir (mars 37), puis roi de Judée après avoir aidé l'empereur Claude à parvenir au pouvoir (janvier 41).

### La statue de Caligula

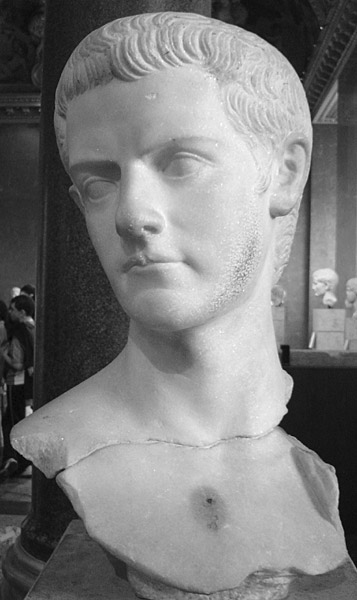
Buste de Caligula (musée du Louvre).

Vers la fin de 40, Aristobule s'est opposé à la décision de l'empereur Caligula lorsque celui-ci a voulu installer des statues de lui-même dans les lieux de culte juifs et notamment dans le Temple de Jérusalem. Caligula entend développer le culte impérial et se placer de son vivant au-dessus de la politique des mortels et a dans l'idée d'imposer son statut divin à l'empire, quelles qu'en soient les conséquences politiques. C'est dans cette optique que pour des motivations incertaines, il conçoit de faire ériger dans le Temple de Jérusalem, sa propre statue en or sous l'apparence de Zeus. L'initiative de Caligula horrifie les sujets juifs de l'Empire et entraîne des troubles dans la diaspora à Rome, mais aussi à Alexandrie, Thessalonique, Antioche et en Palestine, en particulier en Galilée.
Caligula enjoint au nouveau proconsul de Syrie, Publius Petronius de placer de gré ou de force, la statue dans le Saint des saints » du Temple de Jérusalem, violant l'aniconisme judaïque dans le lieu le plus sacré de cette religion. Petronius dispose des troupes armées nécessaires — deux légions romaines et des auxiliaires — qu'il caserne à Ptolémaïs, en Phénicie, dans l'éventualité d'un soulèvement et il a pour mission d'accompagner la procession de la statue — en cours de fabrication à Sidon — à travers la Judée, jusqu'à Jérusalem. La population se précipite en nombre à Ptolémaïs, soutenue par les autorités religieuses juives, puis à Tibériade où les troubles se poursuivent pendant une quarantaine de jours. Petronius s'y rend et y rencontre les notables et notamment Aristobule qui fait un plaidoyer éloquent devant Publius Petronius contre l'érection de la statue de Calígula dans le Temple de Jérusalem. Petronius s'est alors laissé convaincre par les discours des premiers citoyens du pays et devant la détermination du peuple (Ant. jud. XVIII, 8, § 4).
Curieusement après ces discours des notables à Tibériade, Petronius temporise auprès de l'empereur par un échange de courriers exposant — au risque de sa vie — les difficultés de la situation : les habitants de Galilée sont proches de la révolte générale, ainsi que les Juifs de Judée, les paysans risquant d'incendier les moissons juste avant leur récolte, tout en se préparant à la guerre. La première réponse de l'empereur est assez modérée mais certains sources font état d'une réponse « furieuse » de Caligula à Pétronius, n'envisageant aucun compromis.
Après ces événements, Aristobule disparaît de l'histoire, bien qu'il soit probable qu'il ait survécu à son frère Agrippa Ier, qui est décédé en 44.

## Arbre généalogique
|                   |                   |                   |                   |                   |                   |        |        |           |           |           |           |           |           |          |          |                |                |                       |                       |                       |                       |                       |                       | Cypros            | Cypros            | Cypros            | Cypros            | Cypros     | Cypros     |                                  |                                  | Antipater                        | Antipater                        | Antipater                        | Antipater                        | Antipater | Antipater |                      |                      |                      |                      |                      |                      |               |               |               |               |               |               |                        |                        |                        |                        |                        |                        |           |           |           |           |
|                   |                   |                   |                   |                   |                   |        |        |           |           |           |           |           |           |          |          |                |                |                       |                       |                       |                       |                       |                       | Cypros            | Cypros            | Cypros            | Cypros            | Cypros     | Cypros     |                                  |                                  | Antipater                        | Antipater                        | Antipater                        | Antipater                        | Antipater | Antipater |                      |                      |                      |                      |                      |                      |               |               |               |               |               |               |                        |                        |                        |                        |                        |                        |           |           |           |           |
|                   |                   |                   |                   |                   |                   |        |        |           |           |           |           |           |           |          |          |                |                |                       |                       |                       |                       |                       |                       |                   |                   |                   |                   |            |            |                                  |                                  |                                  |                                  |                                  |                                  |           |           |                      |                      |                      |                      |                      |                      |               |               |               |               |               |               |                        |                        |                        |                        |                        |                        |           |           |           |           |
|                   |                   |                   |                   |                   |                   |        |        |           |           |           |           |           |           |          |          |                |                |                       |                       |                       |                       |                       |                       |                   |                   |                   |                   |            |            |                                  |                                  |                                  |                                  |                                  |                                  |           |           |                      |                      |                      |                      |                      |                      |               |               |               |               |               |               |                        |                        |                        |                        |                        |                        |           |           |           |           |
|                   |                   |                   |                   |                   |                   |        |        |           |           |           |           |           |           | Costobar | Costobar | Costobar       | Costobar       | Costobar              | Costobar              |                       |                       | Salomé                | Salomé                | Salomé            | Salomé            | Salomé            | Salomé            |            |            | Mariamne, fille de Simon Boëthos | Mariamne, fille de Simon Boëthos | Mariamne, fille de Simon Boëthos | Mariamne, fille de Simon Boëthos | Mariamne, fille de Simon Boëthos | Mariamne, fille de Simon Boëthos |           |           | Hérode le Grand      | Hérode le Grand      | Hérode le Grand      | Hérode le Grand      | Hérode le Grand      | Hérode le Grand      |               |               |               |               |               |               | Mariamne l'Hasmonéenne | Mariamne l'Hasmonéenne | Mariamne l'Hasmonéenne | Mariamne l'Hasmonéenne | Mariamne l'Hasmonéenne | Mariamne l'Hasmonéenne |           |           |           |           |
|                   |                   |                   |                   |                   |                   |        |        |           |           |           |           |           |           | Costobar | Costobar | Costobar       | Costobar       | Costobar              | Costobar              |                       |                       | Salomé                | Salomé                | Salomé            | Salomé            | Salomé            | Salomé            |            |            | Mariamne, fille de Simon Boëthos | Mariamne, fille de Simon Boëthos | Mariamne, fille de Simon Boëthos | Mariamne, fille de Simon Boëthos | Mariamne, fille de Simon Boëthos | Mariamne, fille de Simon Boëthos |           |           | Hérode le Grand      | Hérode le Grand      | Hérode le Grand      | Hérode le Grand      | Hérode le Grand      | Hérode le Grand      |               |               |               |               |               |               | Mariamne l'Hasmonéenne | Mariamne l'Hasmonéenne | Mariamne l'Hasmonéenne | Mariamne l'Hasmonéenne | Mariamne l'Hasmonéenne | Mariamne l'Hasmonéenne |           |           |           |           |
|                   |                   |                   |                   |                   |                   |        |        |           |           |           |           |           |           |          |          |                |                |                       |                       |                       |                       |                       |                       |                   |                   |                   |                   |            |            |                                  |                                  |                                  |                                  |                                  |                                  |           |           |                      |                      |                      |                      |                      |                      |               |               |               |               |               |               |                        |                        |                        |                        |                        |                        |           |           |           |           |
|                   |                   |                   |                   |                   |                   |        |        |           |           |           |           |           |           |          |          |                |                |                       |                       |                       |                       |                       |                       |                   |                   |                   |                   |            |            |                                  |                                  |                                  |                                  |                                  |                                  |           |           |                      |                      |                      |                      |                      |                      |               |               |               |               |               |               |                        |                        |                        |                        |                        |                        |           |           |           |           |
|                   |                   |                   |                   |                   |                   |        |        |           |           |           |           |           |           |          |          |                |                |                       |                       |                       |                       |                       |                       |                   |                   |                   |                   |            |            |                                  |                                  |                                  |                                  |                                  |                                  |           |           |                      |                      |                      |                      |                      |                      |               |               |               |               |               |               |                        |                        |                        |                        |                        |                        |           |           |           |           |
|                   |                   |                   |                   |                   |                   |        |        |           |           |           |           |           |           |          |          |                |                |                       |                       |                       |                       |                       |                       |                   |                   |                   |                   |            |            |                                  |                                  |                                  |                                  |                                  |                                  |           |           |                      |                      |                      |                      |                      |                      |               |               |               |               |               |               |                        |                        |                        |                        |                        |                        |           |           |           |           |
|                   |                   |                   |                   |                   |                   |        |        |           |           | Theudion  | Theudion  | Theudion  | Theudion  | Theudion | Theudion |                |                | Bérénice              | Bérénice              | Bérénice              | Bérénice              | Bérénice              | Bérénice              |                   |                   |                   |                   |            |            |                                  |                                  |                                  |                                  |                                  |                                  |           |           |                      |                      |                      |                      |                      |                      | Aristobule IV | Aristobule IV | Aristobule IV | Aristobule IV | Aristobule IV | Aristobule IV |                        |                        |                        |                        | Alexander              | Alexander              | Alexander | Alexander | Alexander | Alexander |
|                   |                   |                   |                   |                   |                   |        |        |           |           | Theudion  | Theudion  | Theudion  | Theudion  | Theudion | Theudion |                |                | Bérénice              | Bérénice              | Bérénice              | Bérénice              | Bérénice              | Bérénice              |                   |                   |                   |                   |            |            |                                  |                                  |                                  |                                  |                                  |                                  |           |           |                      |                      |                      |                      |                      |                      | Aristobule IV | Aristobule IV | Aristobule IV | Aristobule IV | Aristobule IV | Aristobule IV |                        |                        |                        |                        | Alexander              | Alexander              | Alexander | Alexander | Alexander | Alexander |
|                   |                   |                   |                   |                   |                   |        |        |           |           |           |           |           |           |          |          |                |                |                       |                       |                       |                       |                       |                       |                   |                   |                   |                   |            |            |                                  |                                  |                                  |                                  |                                  |                                  |           |           |                      |                      |                      |                      |                      |                      |               |               |               |               |               |               |                        |                        |                        |                        |                        |                        |           |           |           |           |
|                   |                   |                   |                   |                   |                   |        |        |           |           |           |           |           |           |          |          |                |                |                       |                       |                       |                       |                       |                       |                   |                   |                   |                   |            |            |                                  |                                  |                                  |                                  |                                  |                                  |           |           |                      |                      |                      |                      |                      |                      |               |               |               |               |               |               |                        |                        |                        |                        |                        |                        |           |           |           |           |
| Hérode (Philippe) | Hérode (Philippe) | Hérode (Philippe) | Hérode (Philippe) | Hérode (Philippe) | Hérode (Philippe) |        |        | Hérodiade | Hérodiade | Hérodiade | Hérodiade | Hérodiade | Hérodiade |          |          | Hérode Antipas | Hérode Antipas | Hérode Antipas        | Hérode Antipas        | Hérode Antipas        | Hérode Antipas        |                       |                       |                   |                   |                   |                   |            |            | Agrippa Ier                      | Agrippa Ier                      | Agrippa Ier                      | Agrippa Ier                      | Agrippa Ier                      | Agrippa Ier                      |           |           | Aristobule le Mineur | Aristobule le Mineur | Aristobule le Mineur | Aristobule le Mineur | Aristobule le Mineur | Aristobule le Mineur |               |               | Mariamne      | Mariamne      | Mariamne      | Mariamne      | Mariamne               | Mariamne               |                        |                        |                        |                        |           |           |           |           |
| Hérode (Philippe) | Hérode (Philippe) | Hérode (Philippe) | Hérode (Philippe) | Hérode (Philippe) | Hérode (Philippe) |        |        | Hérodiade | Hérodiade | Hérodiade | Hérodiade | Hérodiade | Hérodiade |          |          | Hérode Antipas | Hérode Antipas | Hérode Antipas        | Hérode Antipas        | Hérode Antipas        | Hérode Antipas        |                       |                       |                   |                   |                   |                   |            |            | Agrippa Ier                      | Agrippa Ier                      | Agrippa Ier                      | Agrippa Ier                      | Agrippa Ier                      | Agrippa Ier                      |           |           | Aristobule le Mineur | Aristobule le Mineur | Aristobule le Mineur | Aristobule le Mineur | Aristobule le Mineur | Aristobule le Mineur |               |               | Mariamne      | Mariamne      | Mariamne      | Mariamne      | Mariamne               | Mariamne               |                        |                        |                        |                        |           |           |           |           |
|                   |                   |                   |                   |                   |                   |        |        |           |           |           |           |           |           |          |          |                |                |                       |                       |                       |                       |                       |                       |                   |                   |                   |                   |            |            |                                  |                                  |                                  |                                  |                                  |                                  |           |           |                      |                      |                      |                      |                      |                      |               |               |               |               |               |               |                        |                        |                        |                        |                        |                        |           |           |           |           |
|                   |                   |                   |                   |                   |                   |        |        |           |           |           |           |           |           |          |          |                |                |                       |                       |                       |                       |                       |                       |                   |                   |                   |                   |            |            |                                  |                                  |                                  |                                  |                                  |                                  |           |           |                      |                      |                      |                      |                      |                      |               |               |               |               |               |               |                        |                        |                        |                        |                        |                        |           |           |           |           |
|                   |                   |                   |                   |                   |                   |        |        |           |           |           |           |           |           | Mariamne | Mariamne | Mariamne       | Mariamne       | Mariamne              | Mariamne              |                       |                       | Hérode de Chalcis     | Hérode de Chalcis     | Hérode de Chalcis | Hérode de Chalcis | Hérode de Chalcis | Hérode de Chalcis |            |            | Bérénice                         | Bérénice                         | Bérénice                         | Bérénice                         | Bérénice                         | Bérénice                         |           |           | Agrippa II           | Agrippa II           | Agrippa II           | Agrippa II           | Agrippa II           | Agrippa II           |               |               | Mariamne      | Mariamne      | Mariamne      | Mariamne      | Mariamne               | Mariamne               |                        |                        | Drusilla               | Drusilla               | Drusilla  | Drusilla  | Drusilla  | Drusilla  |
|                   |                   |                   |                   |                   |                   |        |        |           |           |           |           |           |           | Mariamne | Mariamne | Mariamne       | Mariamne       | Mariamne              | Mariamne              |                       |                       | Hérode de Chalcis     | Hérode de Chalcis     | Hérode de Chalcis | Hérode de Chalcis | Hérode de Chalcis | Hérode de Chalcis |            |            | Bérénice                         | Bérénice                         | Bérénice                         | Bérénice                         | Bérénice                         | Bérénice                         |           |           | Agrippa II           | Agrippa II           | Agrippa II           | Agrippa II           | Agrippa II           | Agrippa II           |               |               | Mariamne      | Mariamne      | Mariamne      | Mariamne      | Mariamne               | Mariamne               |                        |                        | Drusilla               | Drusilla               | Drusilla  | Drusilla  | Drusilla  | Drusilla  |
|                   |                   |                   |                   |                   |                   |        |        |           |           |           |           |           |           |          |          |                |                |                       |                       |                       |                       |                       |                       |                   |                   |                   |                   |            |            |                                  |                                  |                                  |                                  |                                  |                                  |           |           |                      |                      |                      |                      |                      |                      |               |               |               |               |               |               |                        |                        |                        |                        |                        |                        |           |           |           |           |
|                   |                   |                   |                   |                   |                   |        |        |           |           |           |           |           |           |          |          |                |                |                       |                       |                       |                       |                       |                       |                   |                   |                   |                   |            |            |                                  |                                  |                                  |                                  |                                  |                                  |           |           |                      |                      |                      |                      |                      |                      |               |               |               |               |               |               |                        |                        |                        |                        |                        |                        |           |           |           |           |
|                   |                   |                   |                   | Salomé            | Salomé            | Salomé | Salomé | Salomé    | Salomé    |           |           |           |           |          |          |                |                | Aristobule de Chalcis | Aristobule de Chalcis | Aristobule de Chalcis | Aristobule de Chalcis | Aristobule de Chalcis | Aristobule de Chalcis |                   |                   | Bérénicien        | Bérénicien        | Bérénicien | Bérénicien | Bérénicien                       | Bérénicien                       |                                  |                                  |                                  |                                  | Hyrcan    | Hyrcan    | Hyrcan               | Hyrcan               | Hyrcan               | Hyrcan               |                      |                      |               |               |               |               |               |               |                        |                        |                        |                        |                        |                        |           |           |           |           |
|                   |                   |                   |                   | Salomé            | Salomé            | Salomé | Salomé | Salomé    | Salomé    |           |           |           |           |          |          |                |                | Aristobule de Chalcis | Aristobule de Chalcis | Aristobule de Chalcis | Aristobule de Chalcis | Aristobule de Chalcis | Aristobule de Chalcis |                   |                   | Bérénicien        | Bérénicien        | Bérénicien | Bérénicien | Bérénicien                       | Bérénicien                       |                                  |                                  |                                  |                                  | Hyrcan    | Hyrcan    | Hyrcan               | Hyrcan               | Hyrcan               | Hyrcan               |                      |                      |               |               |               |               |               |               |                        |                        |                        |                        |                        |                        |           |           |           |           |
|                   |                   |                   |                   |                   |                   |        |        |           |           |           |           |           |           |          |          |                |                |                       |                       |                       |                       |                       |                       |                   |                   |                   |                   |            |            |                                  |                                  |                                  |                                  |                                  |                                  |           |           |                      |                      |                      |                      |                      |                      |               |               |               |               |               |               |                        |                        |                        |                        |                        |                        |           |           |           |           |
|                   |                   |                   |                   |                   |                   |        |        |           |           |           |           |           |           |          |          |                |                |                       |                       |                       |                       |                       |                       |                   |                   |                   |                   |            |            |                                  |                                  |                                  |                                  |                                  |                                  |           |           |                      |                      |                      |                      |                      |                      |               |               |               |               |               |               |                        |                        |                        |                        |                        |                        |           |           |           |           |
|                   |                   | Hérode            | Hérode            | Hérode            | Hérode            | Hérode | Hérode |           |           | Agrippa   | Agrippa   | Agrippa   | Agrippa   | Agrippa  | Agrippa  |                |                | Aristobule            | Aristobule            | Aristobule            | Aristobule            | Aristobule            | Aristobule            |                   |                   |                   |                   |            |            |                                  |                                  |                                  |                                  |                                  |                                  |           |           |                      |                      |                      |                      |                      |                      |               |               |               |               |               |               |                        |                        |                        |                        |                        |                        |           |           |           |           |

- Bérénice fille de Salomé et de Costobar est d'abord mariée avec Aristobule IV, puis après son exécution en 10 av. J.-C., elle est remariée par Hérode avec un certain Theudion.
- L'ordre des enfants d'Aristobule IV et Bérénice fille de Salomé, sœur d'Hérode le Grand est arbitraire.
- Bérénice et Agrippa II sont permutés pour la commodité de la représentation.

## Son tria-nomina
Le tria-nomina d'Aristobulus n'est pas connu, mais il est probable qu'il en avait un. D'une part son frère Agrippa en avait un puisqu'il s'appelait Marcus Julius Agrippa, d'autre-part il est évident qu'Aristobulus avait la citoyenneté romaine puisque celle-ci a été conférée à son arrière-grand-père, que depuis lors tous ses descendants avaient cette citoyenneté et que ses frères et sœurs étaient des citoyens romains.
La pratique standard — ce qui ne signifie pas qu'elle était universelle — était pour les premiers-nés de citoyens romains, comme Hérode Agrippa, d'hériter les praenomen et nomen de leur père. Pour Ingrid Johanne Moen, le père d'Agrippa, que nous connaissons sous le nom d'Aristobulus, était probablement nommé Marcus Julius Aristobulus, bien que nous n'ayons pas réellement de sources donnant le nom complet d'Aristobulus. Le nomen Julius vient de ce qu'Antipater, l'arrière-grand-père d'Hérode, Agrippa et Aristobulus a été fait citoyen romain par Jules César. La pratique courante était de prendre les praenomen et nomen de la personne qui vous avait promu à la citoyenneté romaine, et d'utiliser son propre nom comme cognomen. Ainsi Antipater, l'arrière grand-père d'Aristobule pourrait avoir pris le tria-nomina de Gaius Julius Antipater.
Puisque le tria nomina de son frère Agrippa était Marcus Julius Agrippa, et que celui de son père était probablement Marcus Julius Aristobulus on peut raisonnablement supposer que le sien était le même que celui que son père.